# Allenspark
Allenspark è un centro abitato (census-designated place) degli Stati Uniti d'America, situato nella contea di Boulder dello stato del Colorado. Nel censimento del 2000 la popolazione era di 496 abitanti.

## Geografia fisica
Secondo i rilevamenti dell'United States Census Bureau, Allenspark si estende su una superficie di 110,7 km².
Si trova nella parte nord-occidentale della contea di Boulder, all'interno della Foresta nazionale di Roosevelt, nella zona del Front Range delle Montagne Rocciose.